# محمود شاه الأول سلطان فيرق
السلطان محمود شاه هو سلطان فيرق الثامن الذي حكم من 1627 إلى 1630.  كان شقيق السلطان علاء الدين شاه، سلطان فيرق الخامس. 
| سبقه منصور شاه الثاني | سلطان فيرق 1627-1630 | تبعه صالح الدين شاه |